# 84a Brigada Mixta (Exèrcit Popular de la República)
La 84a Brigada Mixta va ser una de les Brigades Mixtes creades per l'Exèrcit Popular per a la defensa de la Segona República Espanyola durant la Guerra Civil Espanyola. Va estar present al front de Terol i en la batalla per la presa d'aquesta ciutat, on va destacar la revolta d'algunes de les seves unitats que va acabar amb afusellaments per rebel·lia i la posterior dissolució de la unitat. No obstant això, mesos després va tornar a crear-se una unitat amb la mateixa numeració que va participar en les batalles del Segre i el Ebre.

## Historial

### Orígens
La 84a Brigada Mixta va ser una de les unitats sorgides de la militarització de la Columna de Ferro al març de 1937. En aquest cas es tractava de les forces situades en sector Est del front de Terol, constituïdes per elements anarquistes i soldats dels regiments de guarnició en València que formaven els batallons 333è «Largo Caballero», 334è «Azaña», 335è «Temple y Rebeldía» i 336è «Infantería». Per a la instrucció de la unitat va ser designat el comandant d'infanteria Leopoldo Ramírez Jiménez.

### Laprimera Brigada Mixta
Sota la prefectura de Ramírez, la brigada va quedar enquadrada en la 40a Divisió de l'Exèrcit de Llevant. Ramírez seria rellevat una vegada conclosa la seva missió pel comandant d'Infanteria Miguel Ferrer Canet, (que ja havia manat el 2n Batalló de la 82a Brigada Mixta). El comandament de Ferrer va ser curt, perquè el van succeir (fins a desembre de 1937) el Comandant de carabiners Ángel Castaño Gutiérrez, i el Major de milícies Benjamín Juan Iseli Andrés, de manera que la Brigada va tenir 4 caps en poc més de 8 mesos. La unitat va estar acantonada al sector de Celadas del front de Terol durant tot l'any 1937, contribuint al setge al qual es veia sotmesa la ciutat des del començament de la guerra i no va participar en operacions d'envergadura, a excepció d'una fallida ofensiva dels republicans el mes d'abril.
Per a la Ofensiva republicana sobre Terol el mes de desembre, integrada en la 40a Divisió de Andrés Nieto Carmona, va quedar enquadrada en el XX Cos d'Exèrcit, que havia de portar l'esforç principal de l'ofensiva. El 14 de desembre va assaltar el Port del Escandón que va aconseguir conquistar el dia 16. El dia 19 va avançar cap a Terol per la carretera de Sagunt-Terol, després d'ocupar Castellar i Castralvo, arribant a la capital terolenca el dia 21. Va penetrar a la ciutat, on va mantenir durs enfrontaments en terribles condicions (especialment per l'extrem fred que es va fer present en aquells dies) i ja el dia de la revetlla de nadal es trobava assetjant la Comandància Militar que defensava el Coronel Rei d'Harcourt. L'últim dia de l'any, al costat d'altres unitats republicanes, es va retirar als afores de Terol però va tornar a entrar a la ciutat el dia d'any nou de 1938, on es va mantenir fins a la rendició de les últimes posicions els dies 7 i 8 de gener. Després d'això, la Brigada va rebre un merescut permís en la rereguarda després de llarg temps de combats.
No obstant això, iniciada la contraofensiva franquista, la unitat va ser enviada a primera línia de combat el 17 de gener. Però el dia 19, quan se li va donar l'ordre de defensar el cementiri terolenca, va esclatar un conflicte que acabaria amb alguns afusellaments i el processament de d'altres. Un nou fracàs en assaltar la posició d' El Muletón, el dia 21, va significar la sentència definitiva: la 84a Brigada Mixta va ser dissolta i les seves restes van ser repartides entre la 39a Divisió.

### Elsfets de Mora de Rubielos
Potser la 84a Brigada Mixta és més coneguda pels esdeveniments que van tenir lloc a Mora de Rubielos el gener de 1938. En aquell moment (a mitjan gener de 1938) la Brigada es trobava de permís a la localitat de Mora de Rubielos, després de la seva destacada intervenció en la presa de Terol, que s'havia desenvolupat enmig d'unes condicions inhumanes: un fred polar va embolicar les lluites de carrer en la petita ciutat que van resultar una carnisseria per a la brigada, que en acabar la lluita tenia més de 600 baixes (més del 25% dels efectius totals). La contraofensiva franquista que estava tenint lloc per aquestes dates va obligar el comandament republicà a utilitzar les seves reserves i la 84a Brigada Mixta va ser convocada per a acudir de nou al front, i fou cridada a intervenir en el Cementiri de Terol el 17 de gener.
Davant aquesta decisió va esclatar un conflicte conseqüència de tants dies combatent en condicions inhumanes: Els Batallons 1r i 2n, exhaustes, es van negar a continuar combatent i el 4t batalló es va negar a rellevar-los. La rebel·lió va ser sufocada amb severitat: en la matinada del 20 de gener de 1938, 3 sergents i 43 soldats van ser afusellats i uns altres 60 membres de la brigada van quedar a l'espera de judici. El comandant de la 40a Divisió, Andrés Nieto, va assumir la responsabilitat mentre que el comandant de la Brigada, Iseli, es va inhibir. Encara que aquest fet no va ser la causa directa de la dissolució de la Brigada, si va contribuir enormement i uns dies després la 84a Brigada Mixta va ser definitivament dissolta i els seus antics membres, que havien passat de milicians exemplars a sospitosos i menyspreables, van ser distribuïts per altres unitats.

### Segona etapa
El 19 d'abril de 1938, la «123a A Brigada Mixta» va ser canviada de nom com l'antiga Brigada i va quedar enquadrada en la 60a Divisió del XVIII Cos d'Exèrcit. La unitat es trobava acantonada a Vallfogona i els seus comandaments eren el Major de milícies Agustín Vilella Freixa, cap de la brigada; Capità de Milícies Benito García Freixas, cap d'Estat Major i Juan Soler Muñoz, comissari. La primera missió encomanada a la nova brigada va ser traslladar-se al front de pont de Balaguer per a cobrir el sector que anava de la carretera de Tàrrega fins al riu Segre. En començar la batalla de l'Ebre, aviat es va incorporar als combats i va quedar ocupant la primera línia enfront de Vilalba dels Arcs, en la zona entre la Pobla de Massaluca i Quatre Camins. Aquí resistiria durant 8 dies les envestides de la contraofensiva franquista, fins que va haver de retirar-se al Vèrtex Gaeta.
El dia 19 d'agost comença la 3ª contraofensiva franquista, amb atacs a les posicions properes a Vilalba dels Arcs, Quatre Camins o Punta Targa (cota 481) i Vèrtex Gaeta (cota 548). En aquesta data la 84a Brigada Mixta es troba cobrint línia 1 quilòmetre al sud, gairebé davant per davant de la població de Vilalba dels Arcs, juntament amb la 135a Brigada Mixta (aquesta momentàniament sota les ordres de la 16a Divisió del Major de milícies Manuel Mora Torres), mentre que la 16a Divisió amb les seves Brigades 23a, 24a i 149a, estan justament darrere d'aquestes i en segona línia. Aquest atac comença, com sempre, amb una acció incessant de l'artilleria i de l'aviació franquista a les 09.00 hores del 19 d'agost que dura fins a les 14.00 hores, aproximadament. Mentre l'artilleria tritura les trinxeres i els parapets habilitats a tal efecte, l'aviació ataca els posts de comandament republicans i les vies de comunicació. Tot i que l'avanç franquista és molt lent a causa, en un primer moment, de la resistència republicana, duta a terme per part de la 84 Brigada Mixta i per la 135 Brigada Mixta, a poc a poc les línies cedeixen. El tinent coronel Manuel Tagüeña recorda que una de les brigades mixtes que hi ha en línia tocant a la 16 Divisió, concretament la 84 BM, que és la que rep els primers embats de l'enemic, combat molt malament i pateix molts intents dels soldats d'abandonar les posicions presos per la por. Segons algunes notícies,a última hora de la tarda l'enemic ha ocupat la cota 452 del dispositiu dels batallons 335 i 336 de la 84 BM, que, juntament amb les dues cotes 481, creen una difícil situació pel dispositiu de la 135 BM, ja que aques
ta es veu envoltada pel seu flanc dret. El dia 20 d'agost, i com a conseqüència dels intensos atacs desenvolupats per l'enemic, amb l'ús de gran massa d'aviació, artilleria, tancs i infanteria la 84 BM de la 60 Divisió perd la cota d'enllaç amb la 135 BM, i l'enemic efectua un moviment, envolta pel flanc dret i ataca de l'inrevés i per l'esquena la 135 BM per la qual cota les cotes són superades per l'allau franquista que els cau a sobre. Es produeixen de nou intents d'abandonar les posiciones republicanes. Segons van deixar escrit Manuel Tagüeña i Juan Modesto Guilloto en declaracions posteriors, la 84 BM és substituïda la nit del dia 21 al 22 d'agost (quan ja es trobava per les posicions de Les Dotzenes i Les Comes) per la 31a BM de la 3a Divisió per poca combativitat. En aquesta data la 84a BM ja es trobava tocant de la 23a Brigada Mixta de la 16a Divisió que cobria el Vèrtex Gaeta, que juntament amb la 149a i 24a Brigades Mixtes, seran qui rebran els següents embats franquistes. Dins la 84a Brigada Mixta es produeix gran quantitat de morts, ferits, presoners i desapareguts.
La Brigada queda pràcticament desfeta. Ja al començament de setembre va ser retirada del cap de pont i traslladada al Baix Ebre, de guarnició en la riba republicana.
Quan el 5 de desembre va ser enviada a Ivars d'Urgell ja tenia un nou cap, el Major de milícies Luis de los Arcos Sáiz. I encara que no hi ha dades de la seva actuació durant la campanya de Catalunya, amb la caiguda d'aquesta al febrer de 1939 la brigada es podia donar per dissolta.